# The Class
The Class er en amerikansk sitcom der kørte på CBS fra 18. september 2006 til 5. marts 2007. Serien fulgte otte meget forskellige tidligere elever fra den fiktive Woodman Elementary School. Serien er skabt af David Crane og Jeffrey Klariks produktionsfirma CraneKlarik i samarbejde med Warner Bros. Television.
På trods af en tidlig interesse og udmærkede seertal, annoncerede CBS den 15. maj 2007 at The Class ikke ville blive givet en anden sæson.